# Roman Jakóbczak
Roman Józef Jakóbczak (født 26. februar 1946 i Września, Polen) er en tidligere polsk fodboldspiller (midtbane) og -træner.
Jakóbczak spillede på klubplan i henholdsvis polsk og fransk fodbold. Han var tilknyttet storholdet Lech Poznań i seks sæsoner, fordelt på to ophold, og havde i Frankrig ophold hos blandt andet FC Rouen og Châteauroux. Han spillede desuden fem kampe og scorede to mål for det polske landshold. Han var med på holdet til VM i 1974 i Vesttyskland, hvor polakkerne vandt bronze, men kom dog ikke på banen i turneringen.
Jacóbczak var i 1993 kortvarigt træner for sin gamle klub som aktiv, Lech Poznań.